# Бульвар Матроса Железняка
Бульва́р Матро́са Железняка́ — бульвар на севере Москвы в районе Коптево между улицей Зои и Александра Космодемьянских и Михалковской улицей.

## История

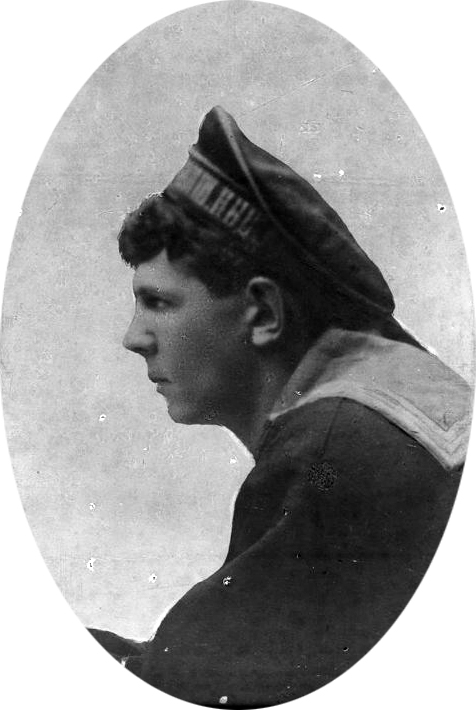
Матрос Железняк

Назван в 1964 году по прозвищу Анатолия Григорьевича Железнякова (1895—1919), матроса Балтийского флота, участника Октябрьской революции и Гражданской войны.

## Описание
Бульвар Матроса Железняка проходит дугой сначала на север и постепенно поворачивая на северо-восток, в целом параллельно Большой Академической улице. Начинается от улицы Зои и Александра Космодемьянских, проходит на север, пересекает Новопетровскую улицу и Коптевский бульвар, поворачивает на северо-восток, пересекает 3-й Михалковский переулок, выходит на Михалковскую улицу. Правая сторона бульвара переходит в улицу Генерала Рычагова.

## Здания и сооружения
По нечётной стороне:
- № 29А— школа-детский сад «Знайка»;

По чётной стороне:
- № 4 — детский сад № 533;
- № 12 —  школа № 743.
- № 12 —  питомник йоркширских терьеров «Из изумрудного царства»;
- № 22, корпус 2 — Специализированная детско-юношеская школа олимпийского резерва № 72 «Афина»;
- № 32 — детский сад № 341.

## Фотогалерея

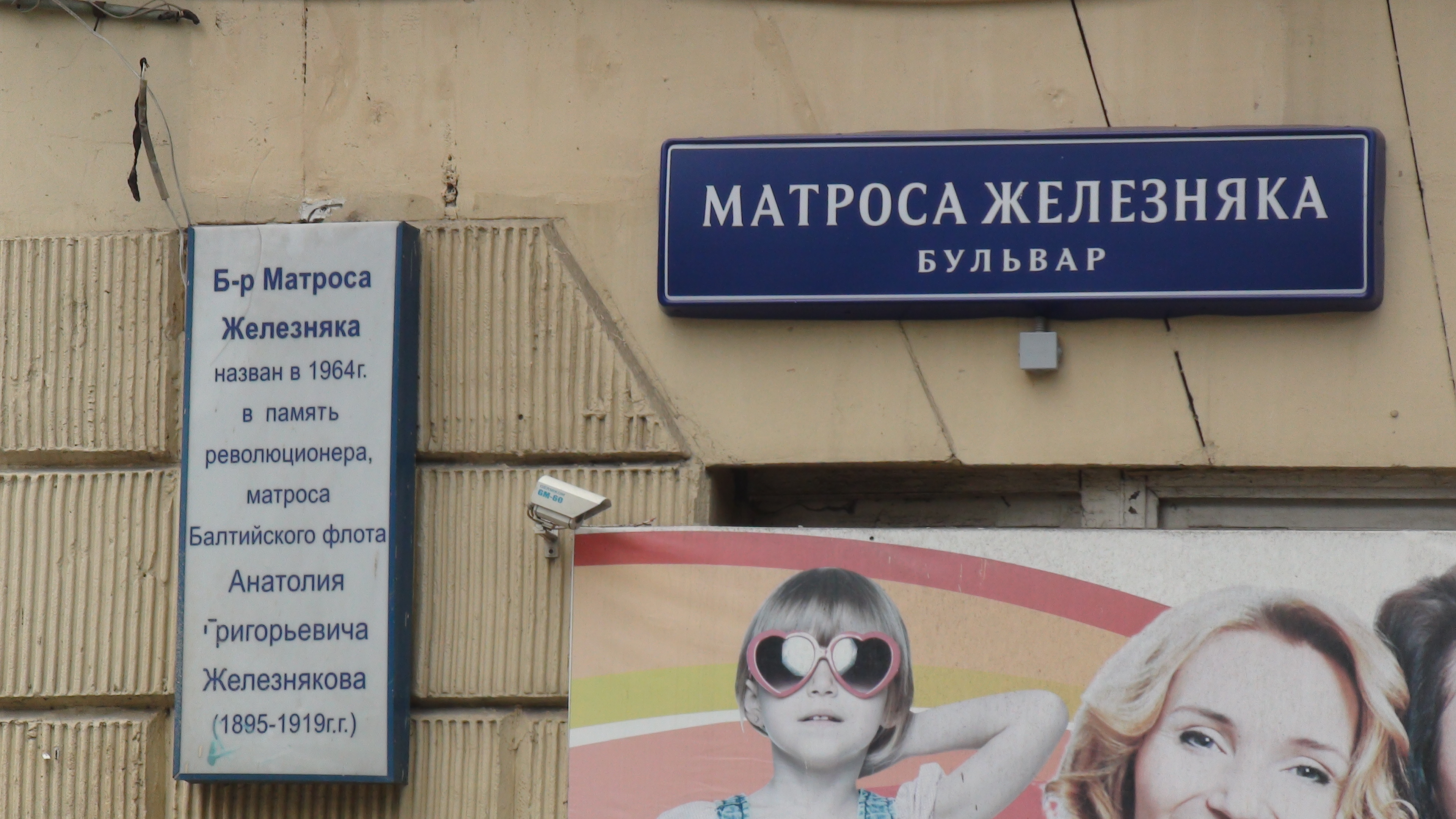
Москва. Бульвар матроса Железняка
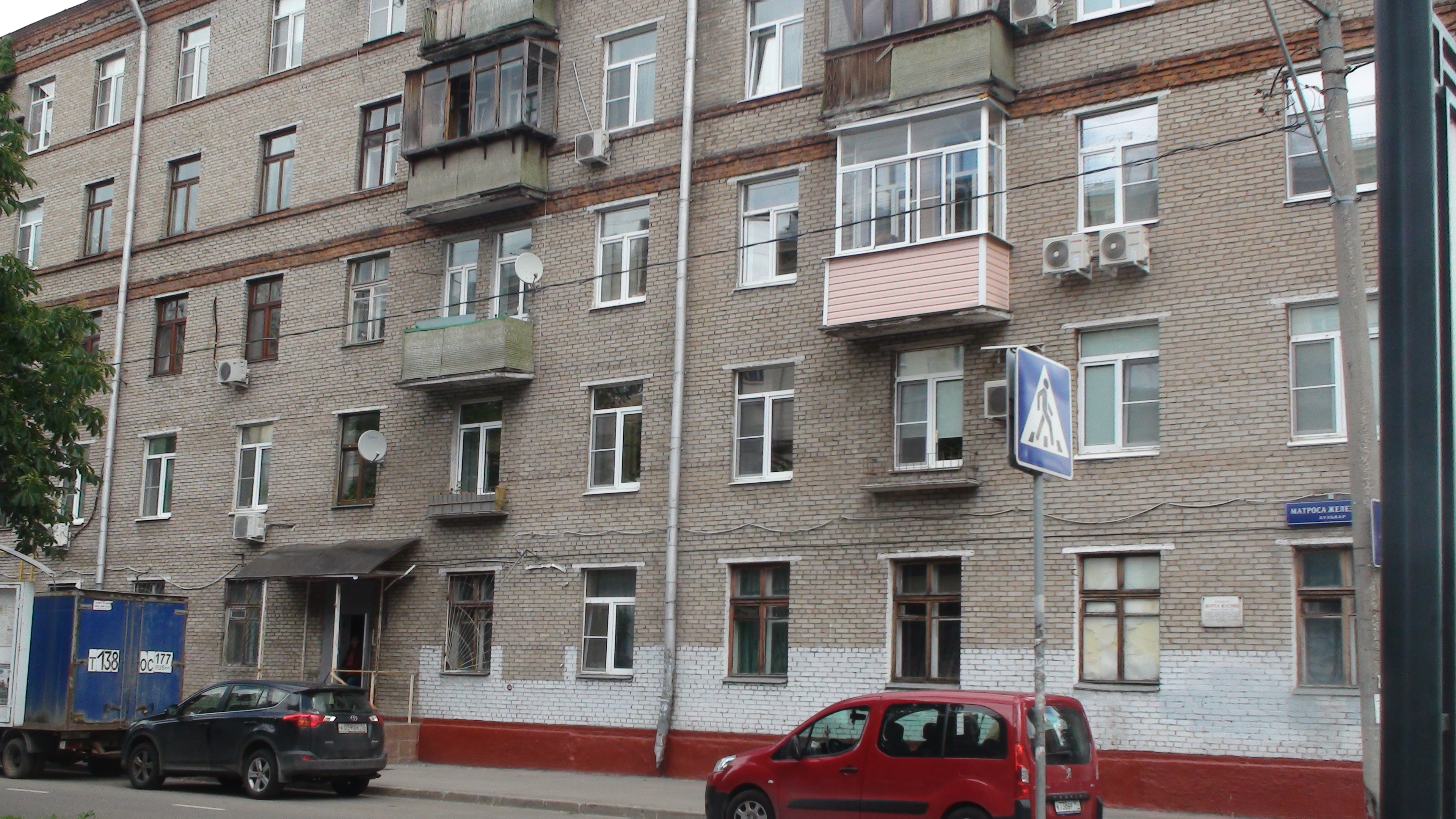
Москва. Бульвар матроса Железняка
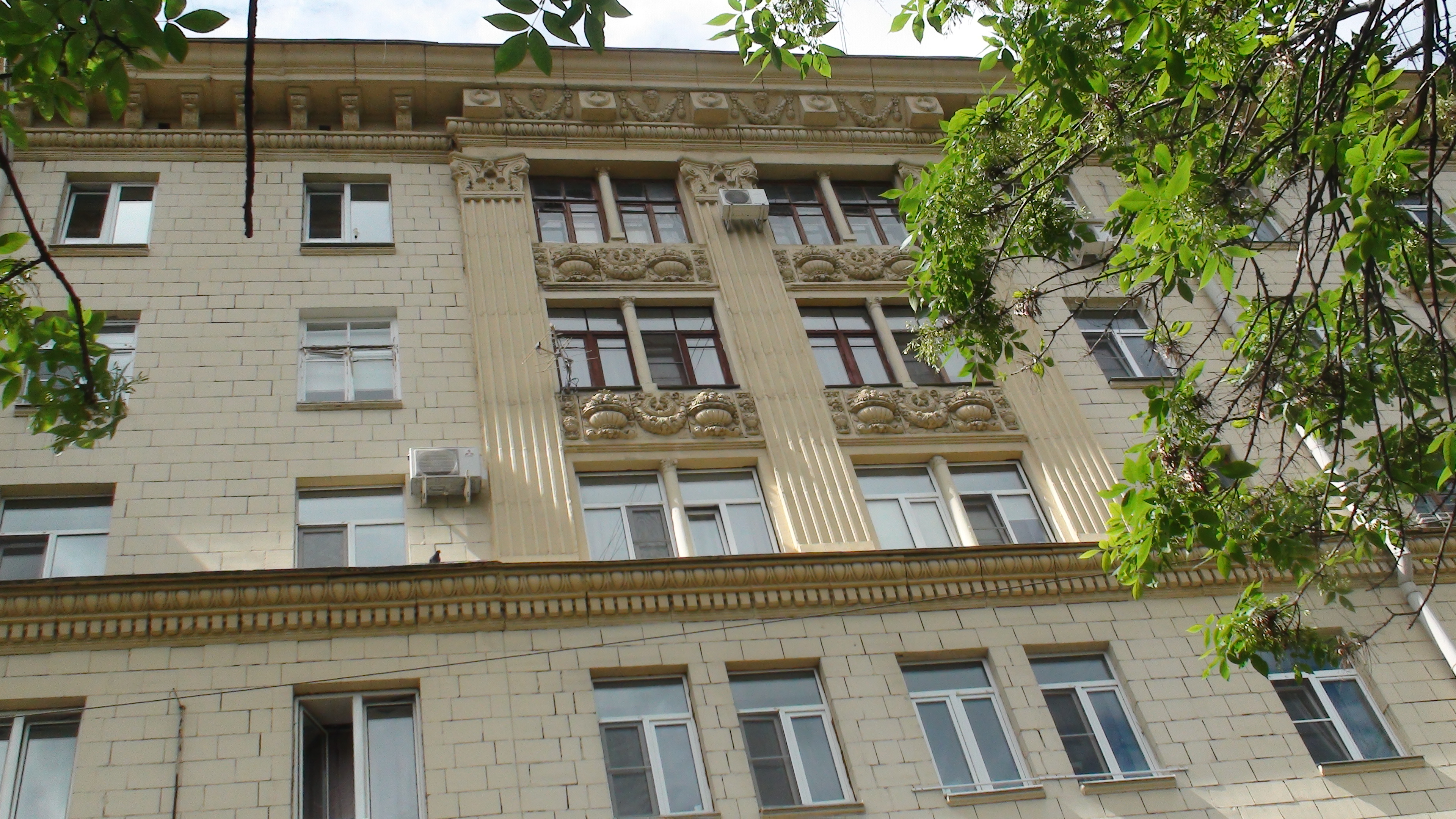
Москва. Бульвар матроса Железняка
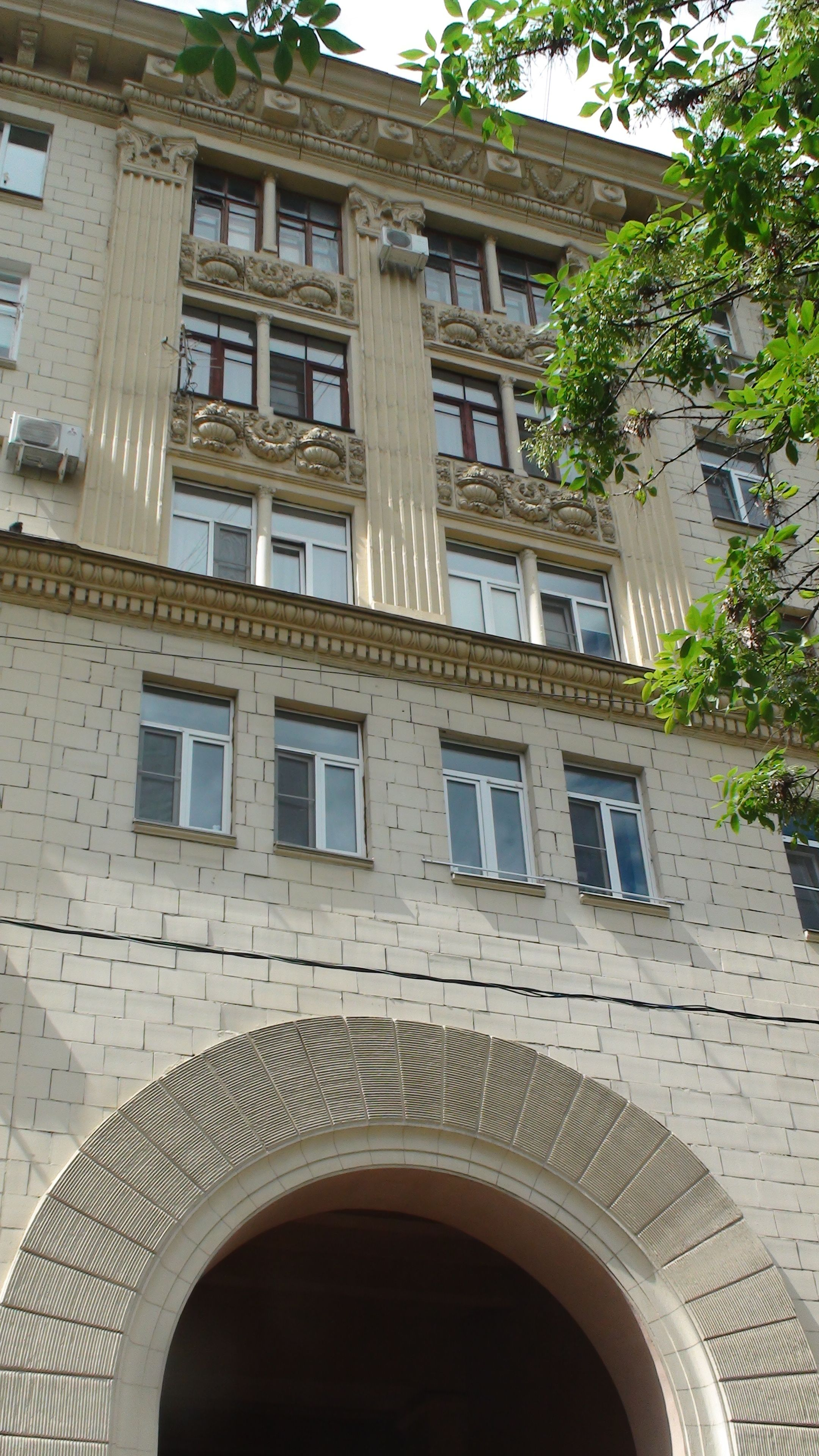
Москва. Бульвар матроса Железняка
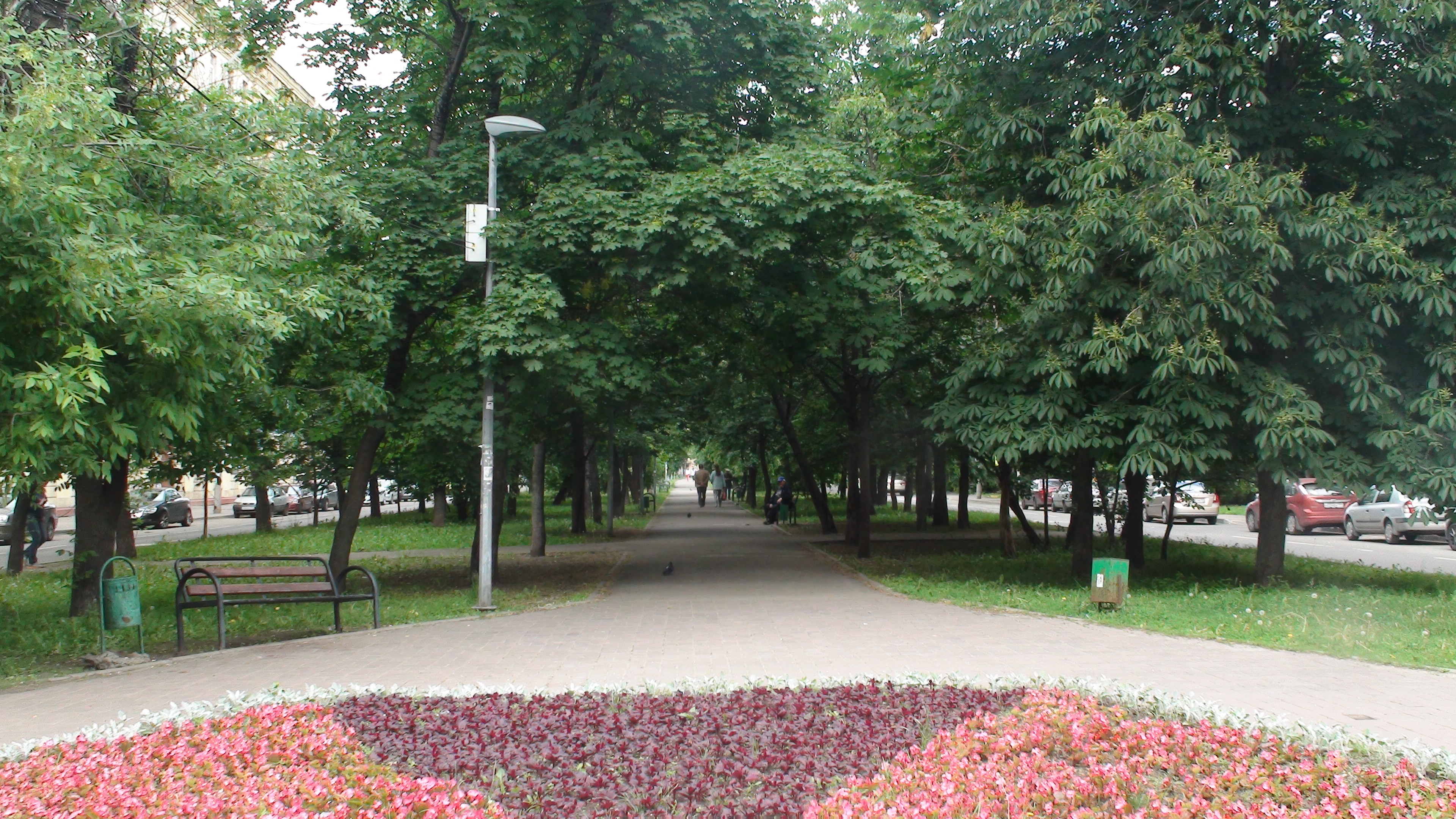
Москва. Бульвар матроса Железняка